# Джесси (телесериал)
«Джесси» (англ. Jessie) — американский оригинальный сериал канала Disney, в котором рассказывается о жизни Джесси (Дебби Райан), провинциальной девушки, приехавшей из Техаса в Нью-Йорк осуществлять свои мечты, и устроившейся няней для детей семьи Росс (Пейтон Лист, Кэмерон Бойс, Каран Брар, Скай Джексон). Премьера состоялась на Disney Channel, 30 сентября 2011 года, в России — 7 сентября 2012 года на канале Disney. В феврале 2015 года канал Disney официально объявил о закрытии сериала после четвёртого сезона. Премьера заключительной серии в России состоялась 26 января  2017 года  

## Сюжет
Основная сюжетная линия этой забавной и ненавязчивой истории закручивается вокруг восемнадцатилетней девушки по имени Джесси (Дебби Райан), которая однажды решила переехать из Техаса в огромный и неугомонный Нью-Йорк, где и начинается совершенно новая жизнь главной героини.
После переезда она устраивается на работу няней в семью известного режиссёра Моргана Росса (Чарльз Истен) и его жены, сногсшибательной супермодели Кристины Росс (Кристина Мур). С этого момента девушке приходится следить за четырьмя детьми семьи Росс — Эммой (Пейтон Лист), Люком (Кэмерон Бойс), Рави (Каран Брар) и Зури (Скай Джексон), с помощью саркастичного дворецкого Бертрама (Кевин Чемберлин) и 20-летнего консьержа Тони (Крис Галя). Именно после этого события и начинается всё самое интересное в доме семьи Росс, потому что девушка отлично ладит с детьми, обожая при этом шумные и весёлые вечеринки.

## Персонажи

### Главные персонажи
- Джесси Прескотт (Дебби Райан) — 18-летняя милая девушка из Техаса, которая родилась на военной базе. Она, как и все подростки, любит повеселиться. У неё есть грандиозные планы, связанные с Нью-Йорком, и она намерена их осуществить. В конце 3-го сезона один из её возлюбленных делает ей предложение, но в день свадьбы она отказалась выходить за него замуж. В конце 4-го сезона, когда домой навсегда вернулась мать Россов, Кристина выбила престижную роль на ТВ для Джесси, тем самым завершив сериал.
- Эмма Росс (Пейтон Лист) — самый старший и единственный родной ребёнок семьи Росс. Она стремится быть лучшей во всём, любит блёстки и модно одеваться. В одно время вела свой модный блог с подругой под псевдонимом «Китти Кутюр». С завершением сериала каналом Disney было принято решение о спин-оффе сериала под названием Bunk’d, где Пейтон Лист сыграла главную роль с коллегами по сериалу Караном Браром и Скай Джексон, которые исполнили роль Рави и Зури.
- Люк Росс (Камерон Бойс) — Очень милый мальчик. Самый старший ребёнок из приёмных детей семьи Росс, родился в Детройте. Пытается создать хаос в доме Россов. Любит танцевать. В 5 серии 3-го сезона для школьного проекта пытался разузнать у своей приёмной матери о биологической, так ничего и не узнав о ней кроме письма, где его биологическая мать писала, что она очень любит его. В паре серий был преследован «ненормальной» Конни Томпсон. Появился в паре серий спин-оффа. Ловелас. Очень влюбчивый. Влюблён в Джесси, однако неоднократно он влюбляется в других девушек.
- Рави Росс (Каран Брар) — средний ребёнок из приёмных детей семьи Росс, родился в Индии. Очень любит своего домашнего варана Миссис Киплинг и мечтает стать частью американской культуры. Над ним издевается Люк. За всю историю сериала встречался только с одной девочкой — Конни, и то всего два месяца. Она его бросила из-за того, что ей было стыдно с ним встречаться. Самый умный и «правильный» в семье, помогает брату и сёстрам с учёбой, любит учится. Хорошо играет в шахматы. У него нет друзей, однако Люка считает своим другом, стремится иногда быть похожим на него. Рави, любимый ребёнок Кристины Росс, так в 8 серии 4-го сезона выясняется, что код от сейфа семьи Росс, дата рождения Рави.
- Зури Росс (Скай Джексон) — очень милая девочка. Самый младший ребёнок и единственная приёмная дочь семьи Росс, родилась в Уганде. Именно она привела Джесси в дом и уговорила Кристину назначить её няней. Она любит свою семью, но иногда их подставляет. Часто бывает самой хитрой, умеет «хорошо выбивать долги», любит спорить на деньги. Дружит со Стюартом, но часто отворачивается от его ухаживаний из-за его настойчивости. Имела воображаемую подругу русалку Милли. Но в одной из серий заявляет, что она умерла, после чего Джесси временно боялась за психику Зури.
- Бертрам Винкл (Кевин Чемберлин) — ленивый дворецкий семьи Росс. На первый взгляд кажется, что он равнодушен к детям, но в глубине души он их любит. Дети часто используют его для своих экспериментов, подшучивают на ним. В одной из серий семья узнаёт, что Бертрам — барахольщик, так как его комната была оставлена и завалена всякого рода хламом. Очень любит сыры, может определить сорт сыра по запаху за несколько метров. Также и Джесси: когда выходила замуж, а ребята пытались всячески её испортить, потому что считали, что лучший выбор для Джесси — её бывший парень Тони.

### Второстепенные персонажи
- Миссис Киплинг (англ. Mrs. Kipling), ранее Мистер Киплинг (англ. Mr. Kipling) — семейное домашнее животное семьи Росс, семифутовый полосатый варан, которого Рави привёз из Индии, когда он приехал в Америку. В 26 серии 1 сезона показано, что он фактически варан женского пола и отложил двенадцать яиц, после неудачного путешествия на Бали в 22 серии 1 сезона.
- Тони (Крис Галя) — 20-летний консьерж в доме, где живёт семья Росс. Он помогает Джесси в её приключениях. Влюблён в Джесси. Недолго встречался с ней. В одной из серий 3-го сезона, поднимаясь по лифту, пытался предложить ей снова сойтись, но в то время как они уже доехали до дома, Джесси ожидал её будущий бывший жених, который как раз таки хотел ей сделать предложение. Был шафером на их свадьбе. В конце сериала снова сошёлся с Джесси.
- Морган Росс (англ. Morgan Ross) — глава семьи Росс и отец четверых детей. Известный режиссёр. Дома почти не бывает. Всё время проводит на съёмках. Очень любит свою жену и своих детей. Его знакомство с Кристиной Росс, то есть с его женой, было в летнем лагере Kikiwaka. Раньше встречался с Глэдис.
- Кристина Росс (англ. Christina Ross) — мать четверых детей. Супермодель. Очень популярна среди моделей. Очень любит своего мужа и своих детей. Её знакомство с Морганом Россом, то есть с её мужем, было в летнем лагере Kikiwaka. В конце сериала окончательно возвращается домой, выбив для Джесси очень престижную роль на ТВ. Больше всех из детей она любит Рави, так в 8 серии 4-го сезона выясняется, что код от сейфа семьи Росс, дата рождения Рави.
- Мисс Рода Честерфилд (Кэролайн Хеннеси) — домоуправительница здания, где живёт семья Росс. У неё есть собачка по кличке Зевс. Она называет Зури «странная маленькая девочка», произносит имя «Джесси» неправильно, потому что не может его запомнить. Ненавидит Миссис Киплинг. Влюблена в Бертрама. Мать будущего бывшего жениха Джесси, что в начале очень не понравилось главной героине.
- Стюарт Вутен (Дж. Дж. Тота) — друг Зури. Влюблён в Зури. Появляется только в нескольких сериях.
- Конни Томпсон (Сиерра МакКормик) — одноклассница Люка. Была безумно в него влюблена, но позже она начала встречаться с Рави, затем снова переключилась на Люка. Имеет прозвище «ненормальная Конни». Появляется только в трёх сериях.
- Джей Дабл-ю Прескотт (англ. J. W. Prescott) — отец Джесси. Он был женат 2 раза. Он плохо ладил с дочерью Джесси, но к счастью они помирились.
- Дарла Шэннон (англ. Darla Shannon) — враг Джесси. Как-то раз она толкнула Джесси в колодец. Работает стюардессой. Имеет привычку выдавать пакетики с арахисом.

## В ролях
- Джесси Прескотт — Дебби Райан
- Эмма Росс — Пейтон Лист
- Люк Росс — Камерон Бойс
- Рави Росс — Каран Брар
- Зури Росс — Скай Джексон
- Бертрам Винкл — Кевин Чемберлин
- Тони — Крис Галя
- Кристина Росс — Кристина Мур
- Морган Росс — Чарльз Истен
- Рода Честерфилд — Кэролайн Хеннеси
- Конни Томпсон — Сиерра МакКормик

### Русский дубляж
- Джесси Прескотт — Елизавета Захарьева
- Эмма Росс — Альбина Ишмуратова
- Люк Росс — Даниил Рагин
- Рави Росс — Дмитрий Парфёнов, Дмитрий Головин (со 2-го сезона)
- Зури Росс — Евгения Белова, Марианна Халифман,  Петрова Александра
- Бертрам Винкл — Максим Сергеев
- Тони — Андрей Лёвин
- Кристина Росс — Ксения Бржезовская
- Морган Росс — Александр Ноткин
- Рода Честерфилд — Елена Павловская, Елена Шульман
- Конни Томпсон — Виктория Слуцкая